# El Bellaco
El Bellaco est une localité uruguayenne du département de Treinta y Tres.

## Localisation
Situé au sud du département de Treinta y Tres, El Bellaco se déploie à 2,5 km à l'ouest de la route 8 sur les rives de l' arroyo Corrales (qui marque la limite avec le département de Lavalleja).

## Population
| 1996 | 2004 | 2011 |
| ---- | ---- | ---- |
| 50   | 13   | 54   |

## Source
- (es) Cet article est partiellement ou en totalité issu de l’article de Wikipédia en espagnol intitulé « El Bellaco » (voir la liste des auteurs).